# Onotoa
 (février 2021).
Si vous disposez d'ouvrages ou d'articles de référence ou si vous connaissez des sites web de qualité traitant du thème abordé ici, merci de compléter l'article en donnant les références utiles à sa vérifiabilité et en les liant à la section « Notes et références ».
Onotoa est un atoll des Kiribati, dans le sud de l'archipel des îles Gilbert.
Sa superficie est de 13,5 km2 pour une population de 1 394 Gilbertins.
La plupart des historiens[Lesquels ?] considèrent qu'elle a été découverte par le capitaine Clark sur le baleinier britannique John Palmer en 1826. La même année, le capitaine américain Chase l'observa du navire Japan.
Onotoa est située au nord de Tamana et d'Arorae.